# Lauren Koopowitz
Lauren Koopowitz (* in Südafrika) ist eine australische Schauspielerin. Sie trat ab den frühen 2020er Jahren in größeren Rollen in verschiedenen Kurzfilmproduktionen als Schauspielerin in Erscheinung, die auf Filmfestivals gezeigt wurden.

## Leben
Koopowitz wurde in Südafrika geboren und besuchte von 2008 bis 2010 das Scotch College in Hawthorn. Von 2011 bis 2012 besuchte sie das University Senior College.
Sie debütierte 2015 in zwei Episoden der Fernsehserie Danger 5 als Fernsehschauspielerin. Sie erhielt Nebenrollen in den Filmen Boys in the Trees aus dem Jahr 2016 sowie Rabbit aus dem Jahr 2017, ehe sie die Hauptrolle in dem 2018 erschienenen Spielfilm i_know_where_she_is AGR verkörperte. Im selben Jahr hatte sie eine Nebenrolle in der Filmproduktion Hotel Mumbai inne und spielte in sechs Episoden der Fernsehserie Ash Vlogs vs Swurve in der Serienhauptrolle der Ash mit, die lose auf dem Film i_know_where_she_is AGR basierte. 2022 spielte sie Hauptrollen in den Kurzfilmen The Last Elephant on Earth und Downpour, die am 24. Oktober 2022 auf dem Adelaide Film Festival gezeigt wurden. Im selben Jahr wurde der Kurzfilm Deep Six, in diesem sie eine der Hauptrollen spielte, am 10. November 2022 auf dem Melbourne Queer Film Festival aufgeführt. 2023 hatte sie die weibliche Hauptrolle der Drew im Kurzfilm Mating Call inne, der am 23. Oktober 2023 auf dem Adelaide Film Festival uraufgeführt wurde. Im selben Jahr erschien der Kurzfilm Subject, in dem sie erneut die Hauptrolle darstellte. Dieser wurde am 28. Oktober 2023 auf dem Monsterfest Film Festival uraufgeführt. Für ihre dortigen Leistungen wurde sie am 25. Juni 2024 mit dem South Australian Screen Award in der Kategorie Best Performance ausgezeichnet. Es folgte im Jahr 2024 eine kleinere Rolle in der Filmproduktion Kangaroo Island, ehe sie eine Rollenbesetzung im vom Filmstudio The Asylum produzierten Abenteuerfilm The Land That Time Forgot als Lee Larue erhielt.

## Filmografie (Auswahl)
- 2015: Danger 5 (Fernsehserie, 2 Episoden)
- 2016: Boys in the Trees
- 2017: Rabbit
- 2018: i_know_where_she_is AGR
- 2018: Hotel Mumbai
- 2018: Ash Vlogs vs Swurve (Fernsehserie, 6 Episoden)
- 2018: Sunny Side Up (Kurzfilm)
- 2020: Carrie’s Doing Great (Kurzfilm)
- 2022: The Last Elephant on Earth (Kurzfilm)
- 2022: Downpour (Kurzfilm)
- 2022: Deep Six (Kurzfilm)
- 2023: Mating Call (Kurzfilm)
- 2023: Subject (Kurzfilm)
- 2024: Kangaroo Island
- 2025: The Land That Time Forgot

## Auszeichnungen
- 2024: South Australian Screen Award: Best Performance